# Pascalle Tang
Pascalle Tang (Amstelveen, 10 april 1993) is een Nederlandse voormalig voetbalster die uitkwam voor PEC Zwolle, sc Heerenveen en AFC Ajax.

## Carrière
Op 10-jarige leeftijd werd Tang uitgenodigd voor een selectiewedstrijd van de KNVB voor meisjes onder 13 in de regio Amsterdam Zuid/West. Zij werd voor dit team geselecteerd en doorliep alle jeugdselecties van de voetbalbond. Met de vertegenwoordigende teams van district West 1 werd Tang drie keer landskampioen. Vanaf 2009 maakte ze deel uit van de selectie van het KNVB Talent Team, later CTO Amsterdam.
Tang heeft in diverse Nederlandse jeugdelftallen gespeeld. In 2010 maakte zij haar debuut op het Europees kampioenschap voetbal vrouwen onder 17. Met het Nederlands elftal voor vrouwen onder 19 speelde Tang het Europees kampioenschap in 2011. Het daaropvolgende seizoen was Tang aanvoerder. Het volgende EK miste het elftal door verlies van Roemenië in de kwalificatie.
In mei 2012 keerde Tang terug bij de vrouwen van Ajax. Tang maakte haar officiële competitiedebuut op 31 augustus 2012 in de wedstrijd tegen FC Utrecht. Deze wedstrijd werd met 1–3 gewonnen; Tang speelde een kwartier. Gedurende haar eerste seizoen speelde zij regelmatig als linksback. Door een knieblessure kon ze in de twee daaropvolgende seizoenen maar enkele keren spelen. Na drie seizoenen in Amsterdam te hebben gespeeld, ging ze naar sc Heerenveen. Na vier wedstrijden te hebben gespeeld transfereerde ze na één seizoen naar PEC Zwolle. Na aanhoudend blessureleed stopte ze met professioneel voetbal.

## Carrièrestatistieken
| Seizoen         | Club            | Land            | Competitie            | Competitie | Competitie | Beker | Beker | Internationaal | Internationaal | Overig | Overig | Totaal | Totaal |
| Seizoen         | Club            | Land            | Competitie            | Wed.       | Dlp.       | Wed.  | Dlp.  | Wed.           | Dlp.           | Wed.   | Dlp.   | Wed.   | Dlp.   |
| --------------- | --------------- | --------------- | --------------------- | ---------- | ---------- | ----- | ----- | -------------- | -------------- | ------ | ------ | ------ | ------ |
| 2012/13         | AFC Ajax        | Nederland       | BeNe League Orange    | 10         | 0          | 0     | 0     | –              | –              | –      | –      | 10     | 0      |
| 2012/13         | AFC Ajax        | Nederland       | Women's BeNe League B | 7          | 0          | 0     | 0     | –              | –              | –      | –      | 7      | 0      |
| 2013/14         | AFC Ajax        | Nederland       | Women's BeNe League   | 2          | 0          | 0     | 0     | –              | –              | –      | –      | 2      | 0      |
| 2014/15         | AFC Ajax        | Nederland       | Women's BeNe League   | 0          | 0          | 0     | 0     | –              | –              | –      | –      | 0      | 0      |
| 2015/16         | sc Heerenveen   | Nederland       | Eredivisie            | 4          | 0          | 0     | 0     | –              | –              | –      | –      | 4      | 0      |
| 2016/17         | PEC Zwolle      | Nederland       | Eredivisie            | 4          | 0          | 0     | 0     | –              | –              | 0      | 0      | 4      | 0      |
| 2017/18         | PEC Zwolle      | Nederland       | Eredivisie            | 3          | 0          | 0     | 0     | –              | –              | 0      | 0      | 3      | 0      |
| Carrière totaal | Carrière totaal | Carrière totaal | Carrière totaal       | 30         | 0          | 0     | 0     | 0              | 0              | 0      | 0      | 30     | 0      |

## Interlandcarrière

### Nederland onder 19
Op 12 september 2012 debuteerde Tang voor Nederland –19 in een vriendschappelijke wedstrijd tegen Kroatië –19 (5 – 1).
| Interlands van Pascalle Tang       | Interlands van Pascalle Tang       | Interlands van Pascalle Tang       | Interlands van Pascalle Tang       | Interlands van Pascalle Tang       | Interlands van Pascalle Tang       |
| №                                  | Datum                              | Wedstrijd                          | Uitslag                            | Soort Wedstrijd                    | Doelpunten                         |
| Als speler bij Amstelveen/Heemraad | Als speler bij Amstelveen/Heemraad | Als speler bij Amstelveen/Heemraad | Als speler bij Amstelveen/Heemraad | Als speler bij Amstelveen/Heemraad | Als speler bij Amstelveen/Heemraad |
| ---------------------------------- | ---------------------------------- | ---------------------------------- | ---------------------------------- | ---------------------------------- | ---------------------------------- |
| 1.                                 | 17 september 2011                  | Nederland – Kroatië                | 5 – 1                              | Kwalificatie EK –19                | 0                                  |
| 2.                                 | 22 september 2011                  | Nederland – Noorwegen              | 2 – 4                              | Kwalificatie EK –19                | 0                                  |
| 3.                                 | 20 november 2011                   | Nederland – Frankrijk              | 2 – 2                              | Vriendschappelijk                  | 0                                  |
| 4.                                 | 24 november 2011                   | Nederland – Engeland               | 1 – 3                              | Vriendschappelijk                  | 0                                  |
| 5.                                 | 28 februari 2012                   | Nederland – Duitsland              | 0 – 1                              | Vriendschappelijk                  | 0                                  |
| 6.                                 | 4 maart 2012                       | Zweden – Nederland                 | 3 – 0                              | Vriendschappelijk                  | 0                                  |
| 7.                                 | 8 maart 2012                       | Verenigde Staten – Nederland       | 2 – 0                              | Vriendschappelijk                  | 0                                  |
| 8.                                 | 31 maart 2012                      | IJsland – Nederland                | 1 – 1                              | Kwalificatie EK –19                | 0                                  |
| 9.                                 | 2 april 2012                       | Frankrijk – Nederland              | 1 – 0                              | Kwalificatie EK –19                | 0                                  |
| 10.                                | 5 april 2012                       | Nederland – Roemenië               | 1 – 1                              | Kwalificatie EK –19                | 0                                  |

### Nederland onder 17
Op 22 juni 2010 debuteerde Tang voor Nederland –17 in een EK-wedstrijd tegen Spanje –17 (0 – 3).
| Interlands van Pascalle Tang       | Interlands van Pascalle Tang       | Interlands van Pascalle Tang       | Interlands van Pascalle Tang       | Interlands van Pascalle Tang       | Interlands van Pascalle Tang       |
| №                                  | Datum                              | Wedstrijd                          | Uitslag                            | Soort Wedstrijd                    | Doelpunten                         |
| Als speler bij Amstelveen/Heemraad | Als speler bij Amstelveen/Heemraad | Als speler bij Amstelveen/Heemraad | Als speler bij Amstelveen/Heemraad | Als speler bij Amstelveen/Heemraad | Als speler bij Amstelveen/Heemraad |
| ---------------------------------- | ---------------------------------- | ---------------------------------- | ---------------------------------- | ---------------------------------- | ---------------------------------- |
| 1.                                 | 22 juni 2010                       | Nederland – Spanje                 | 0 – 3                              | EK 2010                            | 0                                  |

## Erelijst

### MetAFC Ajax
| Competitie | Winnaar | Winnaar | Runner-up | Runner-up |
| Competitie | Aantal  | Jaren   | Aantal    | Jaren     |
| ---------- | ------- | ------- | --------- | --------- |
| Nationaal  |         |         |           |           |
| KNVB beker | 1x      | 2013/14 | 1x        | 2014/15   |